# Астролог
Астрологът е човек, който практикува астрология. Астролозите най-често изготвят хороскопи, правят предсказания за бъдещето, като изследват разположението и движението на небесните тела. Прогнозите се изготвят на база на установени устойчиви зависимости между планетните позиции и повтарящи се събития на Земята. Професията астролог е една от най-древните, възникнала е през второто хилядолетие преди новата ера в Месопотамия .
От 2006 г. професията астролог е вписана в Националния класификатор на професиите в България.